# François Goiran
 (août 2011).
François Goiran est un général de division et homme politique français, né le 27 avril 1847 à Nice (alors province de Nice du royaume de Sardaigne) et mort le 4 avril 1927 à Johannesbourg. Il est brièvement ministre de la Guerre en 1911, puis maire de Nice de 1912 à 1919.

## Biographie
Élève au lycée Masséna, il devient le premier Niçois à intégrer l'École polytechnique. En 1870, lors de la bataille de Sedan à laquelle il participe en tant que lieutenant, il est fait prisonnier. Après sa libération, il poursuit sa carrière militaire : il est ainsi général de brigade à partir de 1902 puis général de division en 1906. En 1911, il est nommé ministre de la Guerre après le décès accidentel de Maurice Berteaux, mais il occupera cette fonction moins d'un mois.

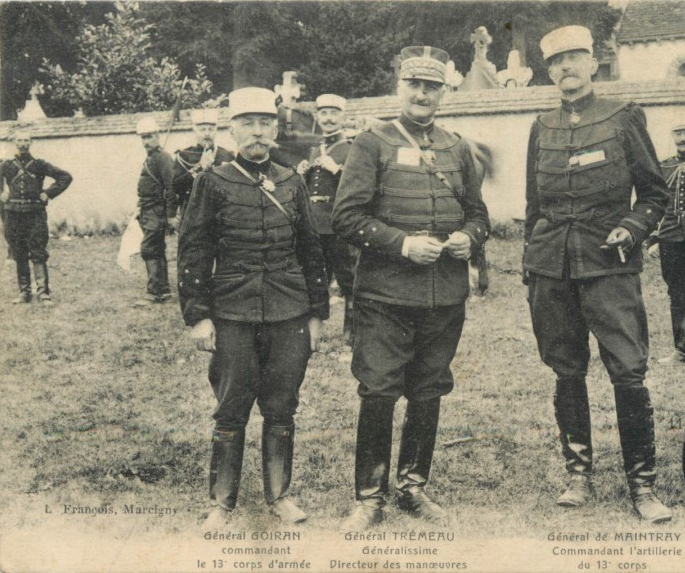
Manœuvres du Bourbonnais 1909 : le général Charles Tremeau, généralissime commandant les Manœuvres et Goiran chef du parti blanc.

Il devint maire de Nice en 1912. Apprécié pour son honnêteté et son travail acharné, il réforma les services publics et mit au point un statut pour les fonctionnaires municipaux. Lorsque la Première Guerre mondiale fut déclenchée, il réintègre l'armée, sans pour autant abandonner son mandat de maire. La ville de Nice est alors ruinée à cause de l'effondrement du tourisme, principale activité économique. À la fin de son mandat, en 1919, la dette municipale s'élève à 61 millions de francs. Il fait néanmoins adopter le projet de construction d'un monument en hommage aux Niçois morts lors de la guerre 14-18. Ce monument aux morts verra le jour en 1928, quai Rauba Capèu. 
Il ne se représentera pas aux élections municipales de 1919. Retiré en Afrique du Sud auprès de son fils consul de France, il décède à Johannesbourg 3 semaines avant ses 80 ans, et moins d'un mois après son successeur indirect Pierre Gautier. Il est enterré au cimetière de Cimiez, à Nice.

## Distinctions
Grand officier de la Légion d'honneur (décret du 30 décembre 1911)
 Commandeur de l'ordre du Nichan Iftikhar (14 février 1898)
Grand Croix de l'Ordre du mérite militaire d'Espagne